# 须沁华
须沁华（1929年—），女，江苏无锡人，中国物理化学家，曾任南京大学化学系副主任、教授、博士生导师。